# Ernie Campbell
William Ernie Campbell (Sydney, 20 de outubro de 1949) é um ex-futebolista australiano que atuava como atacante.

## Carreira
Campbell competiu na Copa do Mundo FIFA de 1974, sediada na Alemanha, na qual a seleção de seu país terminou na décima quarta colocação dentre os 16 participantes.